# Voo Iberia 602
O voo Iberia 602 foi um voo que colidiu com uma montanha perto da cidade de Ibiza, na Espanha, em 7 de janeiro de 1972. O Sud Aviation SE 210 Caravelle que operava o voo decolou do Aeroporto de Valência, em Valência, na Espanha, com destino ao Aeroporto de Ibiza, na Ilha Balear de Ibiza, também na Espanha. Todos os 98 passageiros e seis tripulantes morreram no acidente.

## Acidente
O voo 602 foi um voo doméstico que decolou do Aeroporto de Valência com destino a Ibiza. A aeronave era um Sud Aviation SE 210 Caravelle, comandado por um capitão de 37 anos com sete mil horas de voo. A bordo estavam seis tripulantes e 98 passageiros, a maioria deles nativos de Valência que retornaram a Ibiza para trabalhar após as férias.
Por volta das 12h15, o comandante da aeronave comunicou-se pelo rádio para o Aeroporto de Ibiza, solicitando permissão para descer a 5 500 pés (1 680 metros). Fontes do Aeroporto de Ibiza relataram que ele também disse: “Prepare-me uma cerveja, estamos aqui.”
A aeronave estava se aproximando da Pista 07 quando desceu abaixo de 2 000 pés (610 metros). Alegadamente, nem o capitão nem o copiloto perceberam a descida perigosa, enquanto estavam discutindo uma partida de futebol com o controlador da torre do aeroporto. O voo 602 atingiu o Monte Atalayasa a aproximadamente 90 pés (27,4 metros) abaixo de seu cume de 1 515 pés (462 metros). A aeronave explodiu com o impacto. Todos os 98 passageiros e seis tripulantes a bordo morreram.
No momento da queda, a visibilidade era de aproximadamente 5 a 10 milhas e o tempo foi descrito como muito nublado com nuvens quebradas.

## Causa
Foi determinado que o piloto havia falhado em manter a altitude mínima de voo para uma abordagem visual da Pista 07.